# SummerSlam (1989)
SummerSlam (1989) foi o segundo evento anual do SummerSlam, promovido pela World Wrestling Federation (WWF) e transmitido por pay-per-view. Aconteceu dia 28 de agosto de 1989 no Meadowlands Arena em East Rutherford, Nova Jersey.

## Resultados
| Nº                                          | Resultados | Estipulações                                           | Tempo |
| ------------------------------------------- | --- | ------------------------------------------------------ | ----- |
| Dark                                        | Dino Bravo derrotou Koko B. Ware | Luta individual                                        | N/A   |
| 1                                           | Brain Busters (Arn Anderson e Tully Blanchard) derrotaram The Hart Foundation (Bret Hart e Jim Neidhart)                                          | Luta de duplas                                         | 16:23 |
| 2                                           | Dusty Rhodes derrotou The Honky Tonk Man (com Jimmy Hart)                                                                                         | Luta individual                                        | 9:36  |
| 3                                           | Mr. Perfect derrotou The Red Rooster | Luta individual                                        | 3:31  |
| 4                                           | Rick Martell e The Fabulous Rougeaus (Jacques e Raymond) (com Jimmy Hart) derrotaram Tito Santana e The Rockers (Shawn Michaels e Marty Jannetty) | Luta de duplas                                         | 14:58 |
| 5                                           | The Ultimate Warrior derrotou Rick Rude (c) | Luta individual pelo WWF Intercontinental Championship | 16:02 |
| 6                                           | Jim Duggan e Demolition (Smash e Ax) derrotaram André the Giant e The Twin Towers (The Big Boss Man e Akeem)                                      | Luta de duplas                                         | 7:23  |
| 7                                           | Hercules derrotou Greg Valentine (com Jimmy Hart) por desqualificação                                                                             | Luta individual                                        | 3:08  |
| 8                                           | Ted DiBiase (com Virgil) derrotou Jimmy Snuka por contagem                                                                                        | Luta individual                                        | 6:27  |
| 9                                           | Hulk Hogan e Brutus Beefcake (com Miss Elizabeth) derrotaram Randy Savage e Zeus (com Sensational Sherri)                                         | Luta de duplas                                         | 15:04 |
| (c) – Refere-se aos campeões antes da luta. | |                                                        |       |

## Outras aparências
| Comentadores - Tony Schiavone - Jesse "The Body" Ventura Entrevistadores - Sean Mooney - "Mean" Gene Okerlund | Apresentadores de ringue - Howard Finkel - Ronnie Garvin Árbitros - Earl Hebner - Joey Marella - Tim White |